# NGC 3354
NGC 3354 (другие обозначения — ESO 376-14, MCG -6-24-8, AM 1040-360, IRAS10407-3606, PGC 31941) — галактика в созвездии Насос.
Этот объект входит в число перечисленных в оригинальной редакции «Нового общего каталога».
В галактике вспыхнула сверхновая SN 2011jl типа Ic, её пиковая видимая звездная величина составила 15,0.
Галактика NGC 3354 входит в состав группы галактик NGC 3347. Помимо NGC 3354 в группу также входят NGC 3347, NGC 3358, NGC 3347A, PGC 31761, ESO 317-54 и ESO 318-4.